# دنیل آراپ موی
دنیل آراپ موی (انگلیسی: Daniel arap Moi؛ زادهٔ ۲ سپتامبر ۱۹۲۴ – درگذشتهٔ ۴ فوریه ۲۰۲۰) یک سیاست‌مدار اهل کنیا بود. وی از ۲۲ اوت ۱۹۷۸ تا ۳۰ دسامبر ۲۰۰۲ رئیس‌جمهور این کشور بود.
دنیل آراپ موی در ۴ فوریه ۲۰۲۰، در سن ۹۵ سالگی درگذشت.

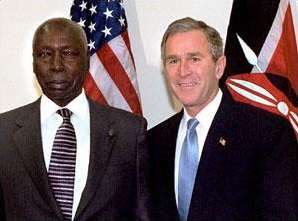
آراپ موی با جرج دابلیو بوش، ۱۰ نوامبر ۲۰۰۱